# Carukia barnesi
La Carukia barnesi Southcott, 1967 è una cubomedusa della famiglia Carukiidae, principalmente riconoscibile per l'assenza di facelle. La strisciata della C. barnesi può procurare la sindrome di Irukandji, una serie di dolorosi effetti che possono apparire ore dopo il contatto con la medusa.

## Descrizione
La C. barnesi è una medusa di piccole dimensioni; l'esombrella degli individui adulti può essere lunga da 9 a 14 mm.
Gli esemplari giovanili hanno corpi molto chiari e trasparenti, dei gruppi di nematocisti rossi disposti sull'ombrella e mancano di facelle e cirri gastrici. Questa caratteristica era considerata peculiare per la C. barnesi, ma dal 1967 ad oggi sono state identificate altre specie dove le facelle sono assenti. La specie è facilmente identificabile per altre motivi: il corpo è ricoperto da piccole protuberanze con un caratteristico motivo a reticolo sull'apice.
I quattro tentacoli, che variano in lunghezza da 5 cm ad 1 m, hanno anche una forma facilmente riconoscibile: possiedono fasce di nematocisti notevolmente separate l'una dall'altra e con un'alternanza fra fasce larghe e meno larghe.
Il velarium, ossia la base dell'ombrella che con i suoi movimenti permette alla cubomedusa di nuotare attivamente, possiede due canali per ottante, con forma di triangolo. Sul canale più prossimo ad ognuno dei quattro assi che idealmente separano il corpo in quattro quadranti ed allineati con le 4 labbra della bocca, è presente una nematociste, mentre i lembi perradiali non possiedono nessuna.

## Distribuzione

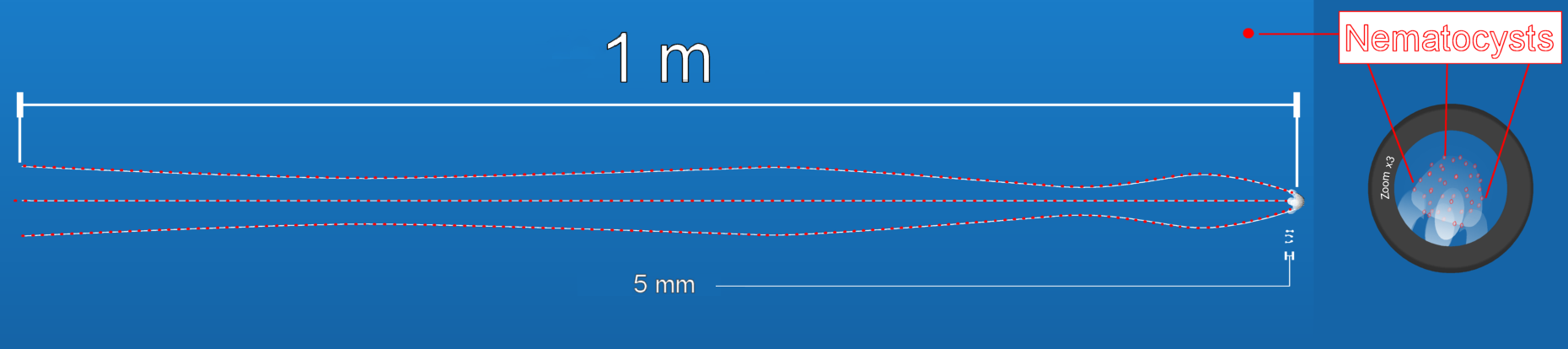
Misure relative dell'ombrella e dei tentacoli della C. barnesi.

La C. barnesi si trova lungo le coste dell'Australia settentrionale, con una certa concentrazione attorno a Cairns e il nord del Queensland. Si suppone che numerose segnalazioni siano piuttosto relazionate a punture con conseguente sindrome di Irukandji, piuttosto che ad una corretta identificazione della specie.

## Le meduse Irukandji
È una delle specie di meduse comunemente note come meduse Irukandji. Si sospetta che anche altre specie di Cubozoa possano causare la sindrome di Irukandji, ma si hanno dei riscontri scientifici di ciò soltanto per quanto riguarda una decina di specie di meduse; oltre alla Carukia barnesi le altre sono: Gerongia rifkinae, Carukia sinju, Malo kingi, Malo maxima, Alatina mordens, Alatina moseri, Carybdea alata, Morbakka fenneri, Carybdea xaymacana e l'ancora non meglio identificata fire jelly, oltre ad alcune specie ancora senza nome.
La puntura della C. barnesi causa una sensazione di pizzicore, ma senza che una bruciatura sia apparente. Gli effetti possono invece apparire dopo alcuni minuti o dopo varie ore dal contatto; essi includono forti dolori di schiena, crampi agli arti, nausea, vomito, mal di testa e senso di oppressione. Malgrado questi forti effetti, la sindrome di Irukanji causata dalla C.barnesi  non è considerata letale.